# جامع الأمير فهد بن محمد

جامع الأمير فهد بن محمد

الأمير فهد بن محمد بن عبد الرحمن مع الملك عبد الله والملك خالد

مسجد الأمير فهد بن محمد بن عبد الرحمن

جامع سمو الأمير فهد بن محمد بن عبد الرحمن بن فيصل آل سعود يقع على طريق الرياض -الحائر مقابل حي الدار البيضاء، وله اربع منارات.